# Moon River
„Moon River” (în traducere „Râu al Lunii”) este un cântec compus de Henry Mancini, cu versuri de Johnny Mercer. A fost interpretat inițial de Audrey Hepburn în filmul Breakfast at Tiffany's din 1961, câștigând un premiu Oscar pentru cel mai bun cântec original. Cântecul a câștigat, de asemenea, premiile Grammy din 1962 pentru înregistrarea anului și cântecul anului.
Cântecul a fost înregistrat ulterior de mulți alți artiști. A devenit șlagărul principal al lui Andy Williams, care l-a înregistrat pentru prima dată în 1962 (și l-a interpretat la ceremonia de decernare a premiilor Oscar din acel an). El a cântat primele opt măsuri ale cântecului la începutul fiecărui episod al emisiunii sale de televiziune, The Andy Williams Show, numind și compania sa de producție după el; autobiografia sa se numește "Moon River" and Me. Versiunea lui Williams nu a fost niciodată lansată ca single, dar a fost înregistrată ca piesă LP pe un albumul de succes Moon River and Other Great Movie Themes. În 2022, interpretarea lui Williams a fost selectată pentru a fi păstrată în Biblioteca Congresului.

## Versiuni
„

Moon river, wider than a mile
I'm crossing you in style some day
Oh, dream maker, you heart breaker
Wherever you're goin', I'm goin' your way

Two drifters, off to see the world
There's such a lot of world to see
We're after the same rainbow's end
Waitin' 'round the bend
My huckleberry friend
Moon river and me
”

### Audrey Hepburn

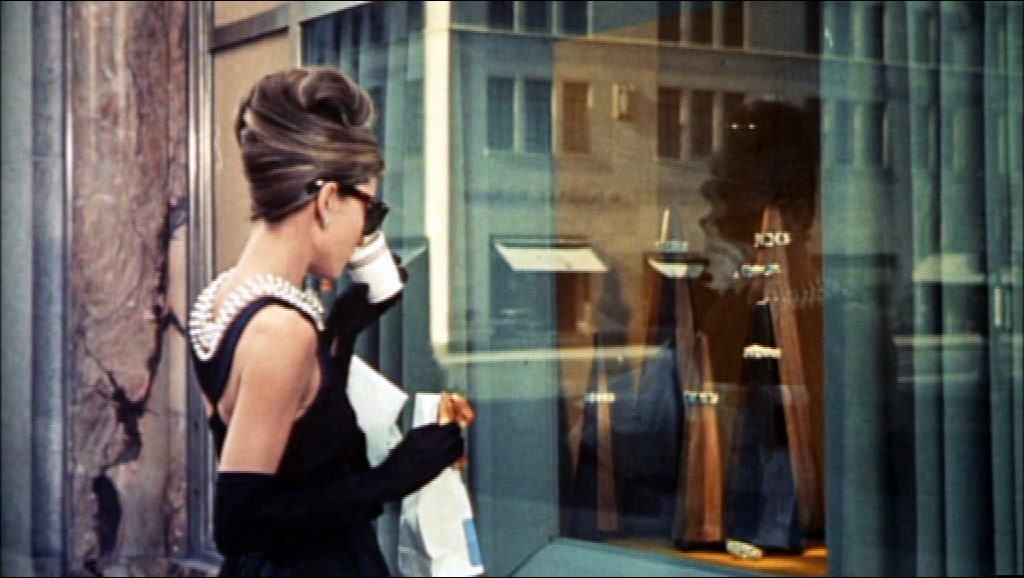
Audrey Hepburn în deschiderea filmului Breakfast at Tiffany's (1961)

Mercer și Mancini au scris cântecul pentru Audrey Hepburn, pentru a-l cânta în filmul Breakfast at Tiffany's. Versurile, scrise de Mercer, amintesc de copilăria sa din Savannah, Georgia, inclusiv de căile sale navigabile. În copilărie, culesese hucklebrries (fructe similare cu afinele) în timpul verii, acestea reprezentând o amintire dintr-o copilărie lipsită de griji, asemănătoare cu Huckleberry Finn a lui Mark Twain. Deși peste deschiderea filmului este difuzată o versiune instrumentală, versurile sunt auzite pentru prima dată într-o scenă în care Paul „Fred” Varjak (George Peppard) o descoperă pe Holly Golightly (Hepburn) cântând piesa, acompaniindu-se la chitară, în timp ce stătea pe scara de incendiu din fața apartamentelor lor.
O versiune de album a fost înregistrată de Mancini și orchestra sa (fără vocea lui Hepburn) pe 8 decembrie 1960. A fost lansată ca single în 1961 și a devenit un hit numărul 11 în luna decembrie a aceluiași an. În 2004, versiunea lui Hepburn s-a clasat pe locul 4 în topul AFI 100 Years...100 Songs al melodiilor de top din cinematografia americană.

### Jerry Butler
Moon River a fost un single de succes pentru Jerry Butler la sfârșitul anului 1961. Lansat simultan cu cel al lui Mancini, a ajuns pe locul 11 în topul Billboard Hot 100 și pe locul 3 în Muzică ușoară în decembrie, cu două săptămâni înainte ca înregistrarea lui Mancini să ajungă în același clasament. Cântărețul britanic Danny Williams a avut o versiune de succes a cântecului care a ajuns pe primul loc în Marea Britanie în ultima săptămână din 1961.

### Alte versiuni
The Telegraph a enumerat, printre cover-urile proeminente ale cântecului, pe cele ale lui Frank Sinatra, Judy Garland, Sarah Vaughan, Louis Armstrong, Sarah Brightman și Chevy Chase (în filmul de comedie Fletch). Printre alte vedete care au preluat cântecul se numără Rod Stewart în Fly Me to the Moon... The Great American Songbook Volume V (2010), care s-a clasat pe locul 4 în Billboard 200, Barbra Streisand în The Movie Album (2003), un album nominalizat la Grammy, și Frank Ocean, care a lansat un cover de Ziua Îndrăgostiților din 2018 care a debutat în Top 10 al clasamentului Billboard Hot R&B.